# Пруси (Великопольське воєводство)
Пруси (пол. Prusy, нім. Prussy) — село в Польщі, у гміні Яроцин Яроцинського повіту Великопольського воєводства.
Населення — 470 осіб (2011).
У 1975-1998 роках село належало до Каліського воєводства.

## Демографія
Демографічна структура станом на 31 березня 2011 року:
|          | Загалом | Допрацездатний вік | Працездатний вік | Постпрацездатний вік |
| -------- | ------- | ------------------ | ---------------- | -------------------- |
| Чоловіки | 238     | 56                 | 156              | 26                   |
| Жінки    | 232     | 51                 | 136              | 45                   |
| Разом    | 470     | 107                | 292              | 71                   |